# ديفيد روزنهان
ديفيد روسنهن(22 نوفمبر 1929 - 2012) (بالإنجليزية: David L. Rosenhan)‏ عالم نفس أمريكي، اشتهر من خلال تجربته المشهورة في علم النفس المعروفة باسمه تجربة روزنهان.